# Elemento inverso
In matematica, e in particolare in algebra astratta, dato un gruppo {\displaystyle (G,\cdot )} e un suo elemento {\displaystyle g,} si definisce elemento inverso (o semplicemente inverso) di {\displaystyle g} un elemento {\displaystyle h} appartenente a {\displaystyle G} tale che:
{\displaystyle g\cdot h=h\cdot g=1_{G},}
dove {\displaystyle 1_{G}} indica l'elemento neutro del gruppo.
L'elemento inverso di un dato elemento {\displaystyle g} è unico, infatti se avessimo due inversi {\displaystyle h}  e {\displaystyle h^{*}} per {\displaystyle g}, avremmo che {\displaystyle h^{*}=1_{G}\cdot h^{*}=(h\cdot g)\cdot h^{*}=h\cdot (g\cdot h^{*})=h\cdot 1_{G}=h}. Inoltre, segue immediatamente dalla definizione che se {\displaystyle h} è l'inverso di {\displaystyle g,} allora {\displaystyle g} è l'inverso di {\displaystyle h.}
In notazione additiva, dato il gruppo {\displaystyle (G,+)} l'elemento inverso associato a {\displaystyle g} si indica con {\displaystyle -g} e si chiama di solito opposto. Nella notazione moltiplicativa, nei casi di gruppi numerici, l'elemento inverso si denota anche come reciproco e si indica con {\displaystyle g^{-1}.}

## Opposto di un numero
Negli insiemi numerici considerati con l'addizione, l'opposto non esiste qualora l'insieme considerato non contenga numeri negativi. Ad esempio non esiste in {\displaystyle \mathbb {R} ^{+}}.

In formule, dato un numero {\displaystyle x,} il suo opposto {\displaystyle x'} è quel numero tale che:
{\displaystyle x+x'=0.}
L'opposto di un numero ha sempre il segno contrario a quello del numero stesso: l'opposto di un numero negativo è un numero positivo e viceversa. L'opposto di zero è zero stesso.

## Reciproco o inverso di un numero
Il reciproco o inverso di un numero {\displaystyle x} è il numero che, quando moltiplicato per {\displaystyle x,} dà 1. Viene denotato con {\displaystyle 1/x} oppure con {\displaystyle x^{-1}}:
{\displaystyle x\cdot x^{-1}=x\cdot {\frac {1}{x}}=1.}
Il reciproco dello zero non esiste.